# Tesifont de Bergi

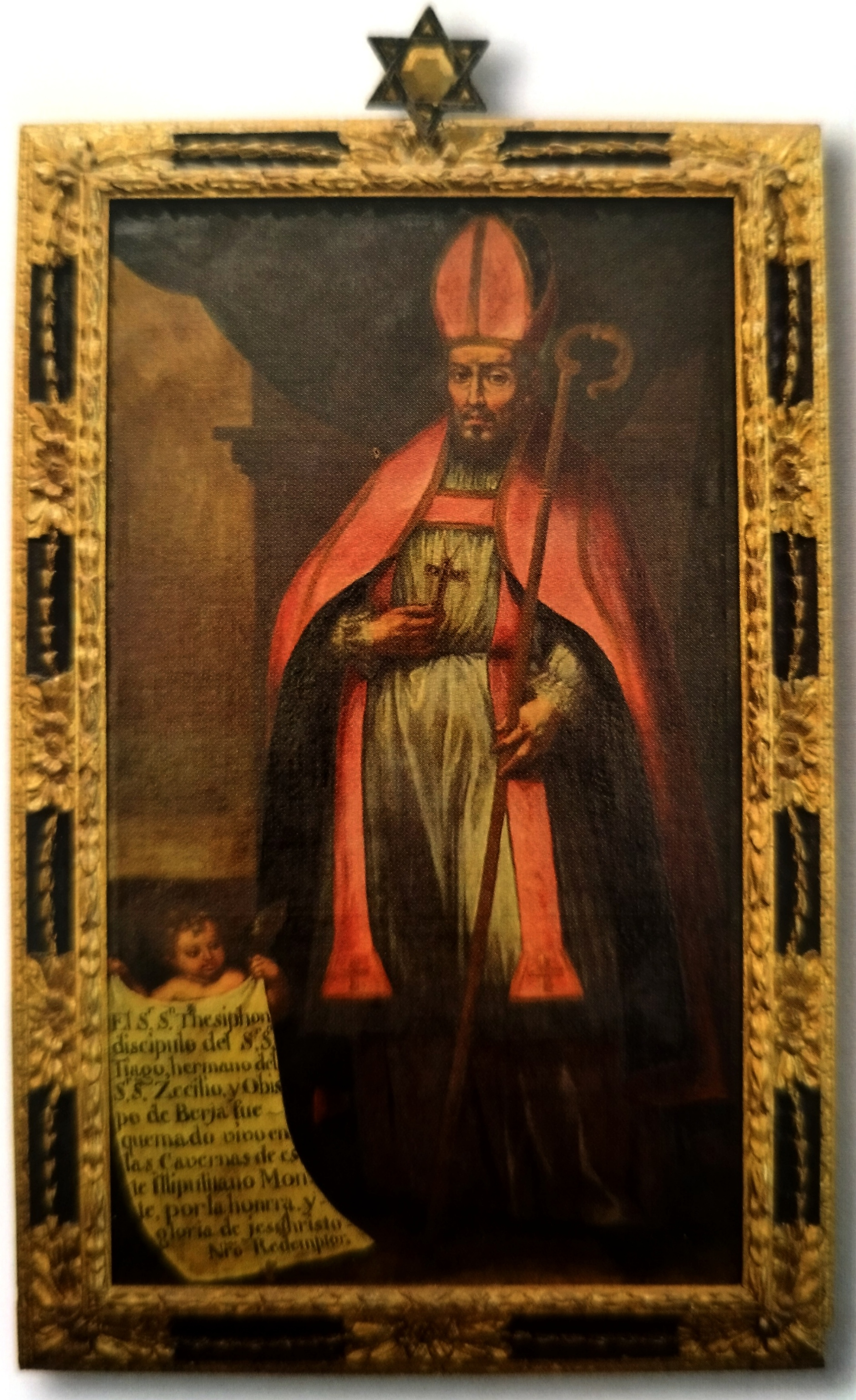

Tesifont és venerat com a sant patró de Berja (Almeria, Andalusia). La tradició el fa primer bisbe de la ciutat i un dels Set barons apostòlics de la Bètica. D'existència incerta, al voltant seu hi ha diverses llegendes i tradicions.

## Llegenda
No sabem res sobre la vida d'aquest bisbe. Segons la tradició, va evangelitzar la ciutat de Vergium o Bergi (situada a l'actual Berja, a la província d'Almeria, on va ser el primer bisbe. Hi hauria mort màrtir.
Segons aquesta tradició, Eufrasi va ésser un dels Set barons apostòlics, missioners que havien estat ordenats a Roma i enviats pels sants Pere apòstol i Pau de Tars a evangelitzar la Bètica al segle i, repartint-se en diferents ciutats i essent martiritzats tots ells.

## Historicitat
- Article principal: Set barons apostòlics

Les fonts més antigues que citen els barons daten del segle X i podrien remuntar-se als segles VIII o IX; semblen, però, obres hagiogràfiques on, sense fonament històric, s'enaltia l'església andalusa, llavors sota el domini musulmà. En fonts anteriors, tant històriques com litúrgiques, i fins i tot a la mateixa zona, no s'esmenten mai aquests sants. Segurament es tracta d'una llegenda pietosa de l'època visigoda, elaborada amb la intenció de reforçar els vincles de l'Església local amb Roma, fent que l'evangelització hispànica fos directament obra de la predicació de deixebles de l'apòstol Pere.
La llegenda tingué molt èxit, especialment a partir de la seva difusió en els falsos cronicons dels segles xvi i xvii i, particularment, de la falsa crònica de Dextre, que oferia molts detalls sobre els sants i la seva activitat en la Bètica, tots ells obra del falsificador jesuïta Jerónimo Román de la Higuera.